# Vaccaris Frauenmantel
Vaccaris Frauenmantel (Alchemilla vaccariana) ist eine Art aus der Gattung der Frauenmantel (Alchemilla).

## Merkmale
Vaccaris Frauenmantel ist eine mittelgroße, feste Pflanze. Sie ist ziemlich dicht seidig. Die Blattspreiten der Grundblätter haben eine Breite von 2 bis 3 Zentimeter, sind nierenförmig und umfassen 270 bis 330°. Ihre Oberseite ist trüb dunkelgrün gefärbt und glänzt wahrscheinlich, Haare sind höchstens auf den Zähnen vorhanden. Die Unterseite ist graugrün, glänzt schwach bis stark silbern und ist auf (60) 90 bis 100 % des Radius geteilt. Die 5 bis 6 Abschnitte sind keilig-verkehrt-eiförmig bis länglich-keilig-verkehrt-eiförmig, abgerundet bis ausgerandet und 60 bis 90° breit. Es sind 3 bis 5 Paar Nebennerven sowie 6 bis 11 Zähne vorhanden, auf 50 bis 70 % Länge (entspricht 6 bis 12 Millimeter) sind keine Zähne vorhanden. Die Zähne haben eine Länge von 1 bis 2,5 Millimeter (entspricht 7 bis 15 % des Radius der Blattspreite) und sind 0,7 bis 1,5 Millimeter breit. Sie sind 0,67- bis 2-mal so lang wie breit, der Endzahn ist sogar bis 3-mal so lang wie breit. Die Zähne sind länglich-dreieckig-warzenförmig  bis breit und krumm dreieckig geformt, spreizend bis parallel und oft stumpflich. Die Öhrchen der Nebenblätter sind nur im unteren Teil verwachsen. Der Stängel ist aufsteigend bis aufrecht und 10 bis 20 Zentimeter lang. Er ist überall seidig und 3- bis 5-mal so lang wie die Blattstiele. Im Blütenstand steht er mehr ab, auch ist die Behaarung hier steifer. Der Blütenstand ist ziemlich armblütig und enthält bis ungefähr 100 Blüten. Die Teilblütenstände sind zum größten Teil scheindoldig. Die Blütenstiele haben eine Länge von 1 bis 2 (3) Millimeter. Bei einigen ist die Spitze kahl. Die Blüten sind 3 bis 3,5 Millimeter lang und 3 bis 4 Millimeter breit. Der Kelchbecher ist meist braunrot gefärbt und dicht seidig. Die Kelchbecher sind 0,8- bis 1-mal so lang wie der Kelchbecher, 1- bis 1,4-mal so lang wie breit und zuletzt aufrecht. Die Außenkelchblätter fehlen häufig. Sie sind nur gewimpert oder weisen auf der Unterseite eine spärliche Behaarung auf. Die Staubfäden messen 0,5 bis 0,7 × 0,1 bis 0,15 Millimeter. Es ist ein Karpell vorhanden.

## Vorkommen
Sichere Nachweise von Vaccaris Frauenmantel sind bisher nur aus den Pennischen Alpen bekannt. Hier ist die Art im Aostatal am Monte Rosa im Val di Gressoney auf Silikatfelsen und Schutt in Höhenlagen von 2100 bis 2300 Meter zu finden.

## Etymologie
Die Art wurde nach dem italienischen Botaniker Lino Vaccari benannt, der die Art entdeckt hat.

## Belege
- Sigurd Fröhner: Alchemilla. In: Hans. J. Conert u. a. (Hrsg.): Gustav Hegi. Illustrierte Flora von Mitteleuropa. Band 4 Teil 2B: Spermatophyta: Angiospermae: Dicotyledones 2 (3). Rosaceae 2. Blackwell 1995, S. 212f. ISBN 3-8263-2533-8